# Quéven
 Quéven  (en bretón Kewenn) es una población y comuna francesa, situada en la región de Bretaña, departamento de Morbihan, en el distrito de Lorient y cantón de Pont-Scorff.

## Demografía
| 2937 | 2954 | 4529 | 6798 | 8400 | 8314 |
| Para los censos de 1962 a 1999 la población legal corresponde a la población sin duplicidades (Fuente: INSEE [Consultar]) |      |      |      |      |      |